# Железнодорожная улица (Выборг)
Железнодорожная улица — улица в Центральном микрорайоне Выборга. Проходит от берега Северной бухты Выборгского залива до развилки на Ильинскую улицу и улицу Кривоносова.

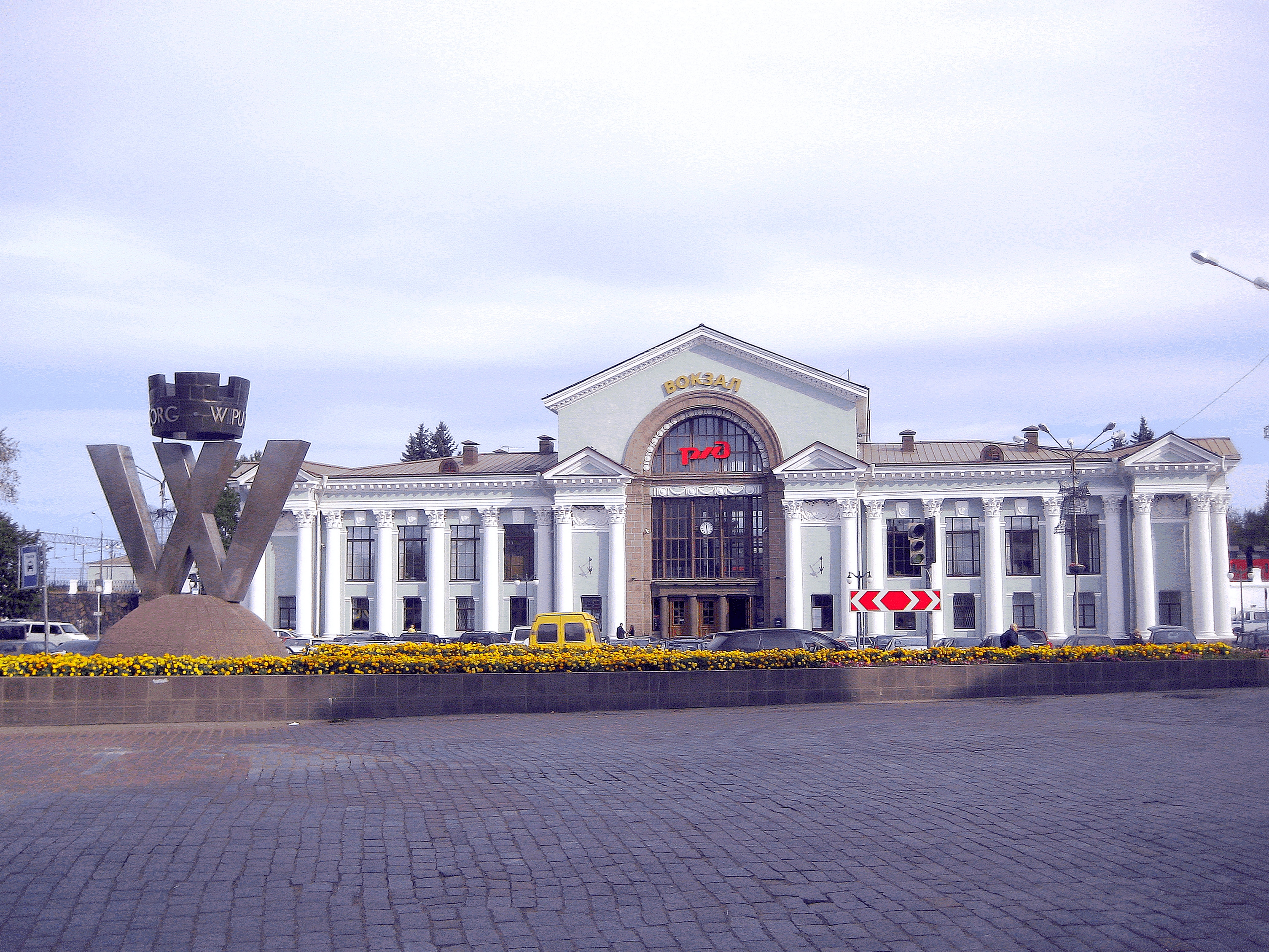
Железнодорожный вокзал и въездной знак в Выборге

Длина улицы около километра.

## История

План 1861 года

Проложена в кварталах, появившихся по плану новой городской застройки, разработанному в 1861 году выборгским губернским землемером Б. О. Нюмальмом. Застраивались территории, освобождавшиеся в процессе сноса утративших своё значение укреплений «Рогатой крепости» и засыпанные части Выборгского залива, до XIX века воды залива доходили до современной выборгской Красной площади, очертанию береговой линии старого времени ныне примерно соответствует линия Вокзальной улицы. Название улицы связано с приходом в Выборг железной дороги (1870), вдоль полотна которой постепенно сложилась.
По улице была проложена линия городского трамвая.
В период вхождения города в состав независимой Финляндии улице были даны финские названия Rautatiekatu, Revonkatu
Во время боевых действий в советско-финских войнах застройка улица получила сильные разрушения.

## Достопримечательности

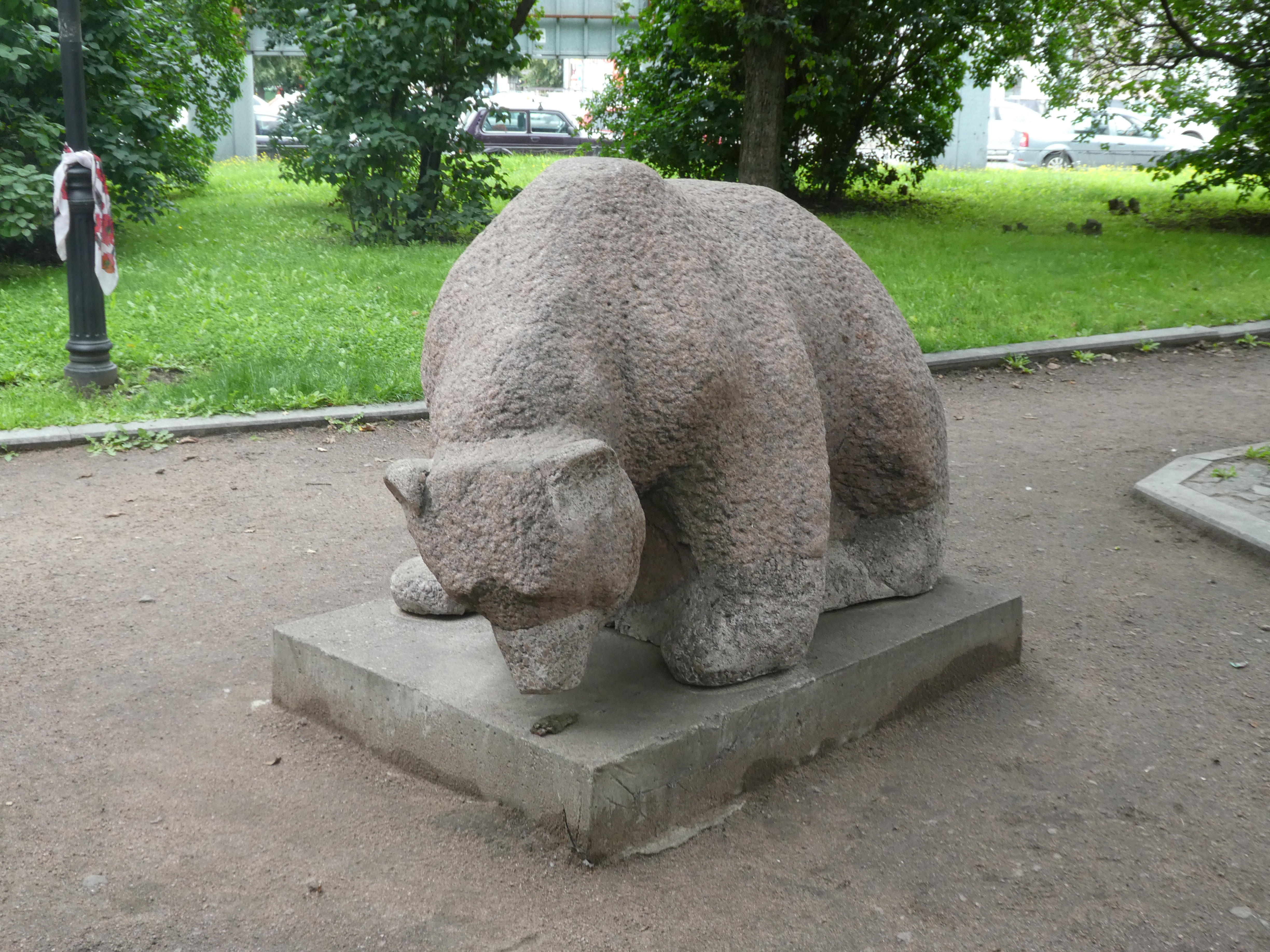
Скульптура медведя в Треугольном сквере

- д. 2 — Жилой дом (1911—1912 гг., архитектор К. Линдаль).
- д. 4 — Жилой дом фирмы «Ф. Сергеев и сыновья» (1908 г., архитектор П. Уотила)
- д. 5 — Гостиница «Дружба» (1982 г., архитектор В. Н. Щербин)
- д. 7 — Автобусный вокзал (1932 г., архитектор В. Кейнянен, 1937 г., архитектор У. Ульберг, 1959 г.).
- д. 8, 8А — Железнодорожный вокзал (1913 г., архитекторы Э. Сааринен, Г. Гезеллиус, 1953 г., архитекторы А. В. Васильев, Д. С. Гольдгор, С. Б. Сперанский, А. Н. Берков).
- д. 9 — Жилое и административное здание (кон. XIX — сер. XX вв., нач. 1950-х гг.)